# Бондаренко, Ольга Петровна
О́льга Петро́вна Бондаре́нко (девичья фамилия Кренцер; 2 июня 1960 года, Славгород, Алтайский край) — советская легкоатлетка, которая специализировалась в беге на длинные дистанции, чемпионка СССР, Европы, мира и Олимпийских игр, Заслуженный мастер спорта СССР (1986).
Окончила Волгоградский государственный институт физической культуры. Выступала за Вооружённые силы (Волгоград). Тренировалась под руководством мужа.
24 июня 1984 года на соревнованиях в Киеве установила мировой рекорд в беге на 10 000 метров — 31.13,78.

## Достижения
- Чемпионка Олимпийских игр 1988 года в беге на 10 000 м (31.05,21 — олимпийский рекорд);
- Участница Олимпийских игр 1992 года;
- Чемпионка мира по кроссу 1985 года в командном первенстве;
- Серебряный призёр чемпионата мира 1987 в помещении в беге на 3 000 м;
- Чемпионка Европы 1986 года в беге на 3 000 м;
- Серебряный призёр чемпионата Европы 1986 в беге на 10 000 м;
- Серебряный призёр чемпионата Европы 1985 года в помещении в беге на 3 000 м;
- Бронзовый призёр Кубка мира 1985 года в беге на 10 000 м;
- Победительница Игр доброй воли 1986 года в беге на 5 000 м;
- 7-кратная чемпионка СССР в беге на 3 000 м, 5 000 м, 10 000 м и кроссе.